# Merry Happy
"Merry Happy" è l'ultimo singolo estratto dall'LP di successo Made of Bricks, della cantante inglese Kate Nash.

## Il video
Nonostante la Fiction avesse annunciato l'uscita di un video, a oggi non ve n'è traccia.

## Grey's Anatomy
La canzone ha riscosso un buon successo nella Billboard dato che è stata scelta come colonna sonora di uno degli episodi del telefilm Grey's Anatomy.

## Amiche Mie
Nell'autunno 2008 l'ultimo singolo estratto da Made Of Bricks è stato usato nella colonna sonora della serie tv di produzione italiana Amiche Mie.

## Tracce
CD
- 1. Merry Happy (Album Version)
- 2. Model Behaviour (Non Album Track)

Vinile #1
- A. Merry Happy (Album Version)
- B. The Lion, The Devil and The Spider (Non Album Track)

Vinile #2
- A. Merry Happy (Album Version)
- B. Don't You Want To Share The Guilt (Non Album Track)